# Jardín Botánico de la Bastide
El Jardín Botánico de la Bastide (en francés: Jardin botanique de la Bastide), es un jardín botánico de 4 hectáreas de extensión de administración municipal que se ubica a lo largo de los bancos de la derecha del río Garona en Burdeos, Francia. 
Es miembro del BGCI, siendo su código de reconocimiento internacional como institución botánica, así como las siglas de su herbario, BORD. 

## Localización
Se encuentra en la ribera derecha del río Garona en el barrio de la Bastide.

## Historia
Este jardín botánico concebido como un jardín innovador por Catherine Mosbach, fue inaugurado en el 2003 como un complemento del antiguo jardín botánico histórico Jardín Botánico de Burdeos, localizado a lo largo del río.
Su diseño obtuvo el premio europeo de "Paysage Rosa Barba" 2003, y el galardón « Bâtiment culturel » 2007-2008, (concurso "Habitat Solaire, Habitat d'Aujourd'hui"). Se expuso una muestra sobre él, en la reapertura del MOMA en Nueva York en el 2005.

## Colecciones
Este jardín abarca una serie de jardines temáticos con unas presentaciones originales: 
- Le jardin aquatique : Jardín acuático de 1,250 m², para comprender mejor los estrechos lazos que unen al hombre con las plantas acuáticas útiles.
- La galerie des milieux :paisajes naturales de "Cuenca Aquitana" se reconstituyen de una parte se diseñan once diferentes paisajes que representan los biotopos más característicos de Aquitania, entre los que se incluyen dunas, acantilados, prados húmedos, pantanos, etc. y de la otra una avenida principal que simboliza el Garona.
- Le champ de culture. Cuarenta y cuatro bandas de cultivo planas, para comprender mejor el uso de las plantas y descubrir su papel social, irrigadas por un sistema ecológico.
- Le jardin urbain : jardín de las avenidas cubiertas de piedras gigantes, de estructuras en madera, de altos invernaderos de vidrio y parcelas pedagógicas. El jardín urbano se encuentra en la encrucijada de los minerales y los vegetales, un buen compromiso entre la ciudad y la naturaleza.
- La ronde d'ornement : 450 metros de camino de ronda el largo de una empalizada original en madera de roble, recuperado de la tormenta de diciembre de 1999. Con el tiempo, será colonizada por plantas pioneras ilustrando así la dinámica vegetal.
- Le jardin vertical : paseo agradable en medio de plantas trepadoras. Se exponen distintos métodos naturales de fijación y suspensión, traduciendo la necesidad vital de esta escalada hacia la luz.
- Le jardin partagé. La jardinería en toda su simplicidad y facilidad de uso con la asociación "Les Jardins d'Aujourd'hui". Terrenos de experiencias, cultivos originales, animado por jardineros, con la participación de voluntarios. Se presentan algunas técnicas de jardinería ecológicas y económicas (vermicompost…)
- La cité botanique : un espacio didáctico dedicado a los vegetales accesible a todos los públicos: salas de exposiciones permanentes y temporales, los invernaderos mediterráneos, una sala de conferencias acogiendo el discurso de distintos científicos sobre temas variados, un taller verde acogiendo a los niños para animaciones pedagógicas sobre temas como la botánica, el medio ambiente y el desarrollo sostenible, y por fin, un restaurante en armonía con la filosofía del Jardín (apertura a finales de 2010). Una biblioteca donde se pueden consultar obras científicas de referencia y los herbarios.